# Lista över Lesothos premiärministrar

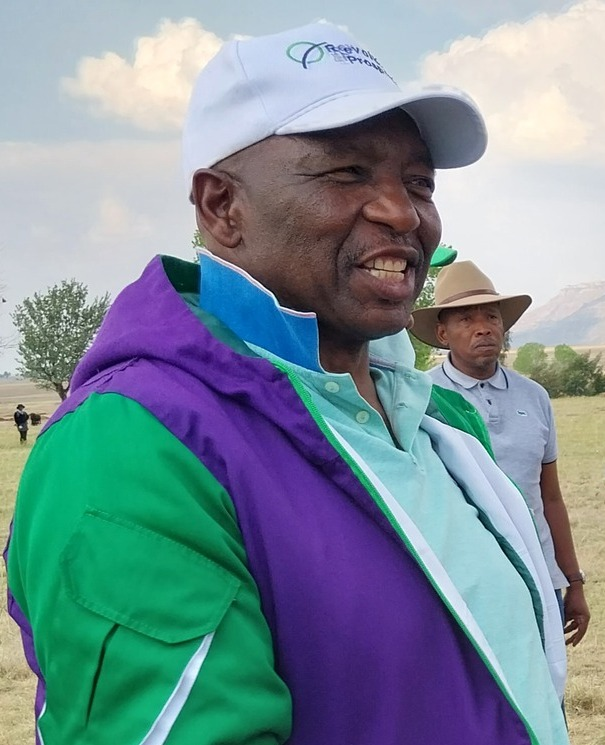
Sedan den 2022 är Sam Matekane Lesothos premiärminister.

Detta är en lista över Lesothos premiärministrar.
| Premiärminister    | Tillträde         | Avgång            | Parti                                                                            |
| ------------------ | ----------------- | ----------------- | -------------------------------------------------------------------------------- |
| Nehemia Maseribane | 6 maj 1965        | 7 juli 1965       | Tillförordnad                                                                    |
| Leabua Jonathan    | 7 juli 1965       | 20 januari 1986   | Basutolands/Lesothos Nationalistiska Parti                                       |
| Justin Lekhanya    | 24 januari 1986   | 2 maj 1991        | Ordförande för Militärjunta                                                      |
| Elias Ramaema      | 2 maj 1991        | 2 april 1993      | Ordförande för Militärjunta                                                      |
| Ntsu Mokhehle      | 2 april 1993      | 17 augusti 1994   | Basutoland Congress Party                                                        |
| Hae Phoofolo       | 17 augusti 1994   | 14 september 1994 | Tillförordnad                                                                    |
| Ntsu Mokhehle      | 14 september 1994 | 29 maj 1998       | Basutoland Congress Party (till 1997) Lesotho Congress for Democracy (från 1997) |
| Pakalitha Mosisili | 29 maj 1998       | 8 juni 2012       | Lesotho Congress for Democracy (till 2011) Democratic Congress (från 2011)       |
| Tom Thabane        | 8 juni 2012       | 17 mars 2015      | All Basotho Convention                                                           |
| Pakalitha Mosisili | 17 mars 2015      | 16 juni 2017      | Democratic Congress                                                              |
| Tom Thabane        | 16 juni 2017      | 20 maj 2020       | All Basotho Convention                                                           |
| Moeketsi Majoro    | 20 maj 2020       | 28 oktober 2022   | All Basotho Convention                                                           |
| Sam Matekane       | 28 oktober 2022   |                   | Revolution for Prosperity                                                        |